# Eroe di acciaio
Eroe di acciaio (Bleeding Steel) è un film d'azione cyberpunk cinese del 2017 diretto e scritto da Leo Zhang e interpretato da Jackie Chan (doppiato da Massimo Rossi). Fu distribuito in Cina il 22 dicembre 2017. Negli Stati Uniti, la Lionsgate Premiere distribuì il film nelle sale e in VOD il 6 luglio 2018. Il film ha incassato 48,8 milioni di dollari al botteghino.

## Sinossi
Mentre corre in ospedale per vedere sua figlia Xixi, che ha la leucemia e le cui condizioni sono improvvisamente precipitate, l'agente speciale di Hong Kong Lin Dong viene informato dalla sua collega Susan che il dottor James, importante testimone di un caso che stanno seguendo, è in pericolo di vita. Lin si ferma proprio fuori dall'ospedale, e dopo un attimo di esitazione parte per incontrarsi con Susan e la loro unità.
Prima che l'unità arrivi, il dottor James -che trasporta con sé un cuore artificiale- si inietta una misteriosa sostanza. Mentre l'unità lo scorta via, subiscono un'imboscata tesa da una squadra di uomini che indossano esotiche armature nere e sfoggiano armi tecnologicamente sofisticate, guidati da un uomo dall'aspetto mostruoso di nome Andre, che trucida la maggior parte dell'unità e ferisce gravemente Lin Dong e Susan. Prima che Andre possa catturare il dottor James, obbiettivo dell'agguato, Lin Dong lo blocca contro un serbatoio dell'olio usando la sua auto. Non appena Andre si riprende dall'impatto, Lin spara al serbatoio dell'olio, provocando un'enorme esplosione. Mentre giace gravemente ferito, Lin riceve una telefonata a cui risponde il dottor James: Xixi è morta in ospedale. Tuttavia sia Lin Dong che Andre sono sopravvissuti, sebbene le ferite di Andre lo abbiano trasformato in un cyborg.
Tredici anni dopo a Sydney, in Australia, lo scrittore Rick Rogers ha appena dato alle stampe un libro intitolato Eroe di acciaio su un marine statunitense a cui è stato impiantato un cuore artificiale.
Un giovane di nome Li Sen, travestito da prostituta, fa visita a Rogers nell'hotel in cui alloggia, lo narcotizza e scarica le informazioni sul libro contenute nel suo computer. Inaspettatamente una donna vestita di nero fa irruzione nello stesso edificio, e tortura Rogers affinché le riveli la fonte della sua ispirazione per il libro. Mentre Li Sen si nasconde nella vasca da bagno della suite, la donna viene attaccata da Lin Dong, a sua volta lì per ottenere la stessa informazione. Rogers viene ucciso dalla donna, e l'arrivo della polizia costringe i tre a ritirarsi.
La donna ripiega su un dirigibile ad alta tecnologia che funge da quartier generale di Andre e lo informa dell'operazione fallita. Questi riconosce Lin Dong e Li Sen dai filmati delle telecamere a circuito chiuso dell'hotel, e manda la donna a inseguire quest'ultimo, ma Li Sen è già fuggito.
Lavorando sui dati sottratti a Rogers, Li Sen rintraccia Nancy, una giovane donna che è tormentata da incubi su un laboratorio dove sono stati condotti strani esperimenti. Nel tentativo di liberarsene, è andata a trovare uno spiritista, che a sua volta ha raccontato a Rogers dei sogni di quest'ultima. Nancy viene scovata anche dalla "Donna in Nero", ma viene portata in salvo dalla temporanea alleanza di Lin Dong e Li Sen.
Si scopre che Nancy è Xixi, resuscitata dal Dr. James, che negli anni aveva lavorato al miglioramento genetico degli esseri umani, e in particolare alla rigenerazione dei tessuti, al fine di creare soldati bioroidi immortali. James ha dotato Xixi di un cuore artificiale e le ha inoculato la sostanza chimica che si era a sua volta iniettato: un sostituto del sangue che le ha infuso capacità rigenerative. Tuttavia, la morte temporanea di Xixi l'aveva lasciata in preda a un'amnesia, ed era stata messa in un orfanotrofio per la sua sicurezza, mentre Lin Dong e la sua vecchia unità vegliavano segretamente su di lei. I suoi incubi derivano dai ricordi di James che si sono impressi sul sostituto del sangue che si era iniettato, e il suo sangue è stato successivamente utilizzato nella sua resurrezione. Andre, un ex soldato delle forze speciali, è stato un altro soggetto di prova che si è infiltrato nel progetto al servizio di un importante trafficante d'armi coreano che voleva rubare i risultati della ricerca di James per sfruttarli a scopo di lucro. Tuttavia, la procedura fallì su Andre, provocando una reazione a catena di distruzione cellulare, e per vendetta questi uccise il trafficante d'armi e la sua famiglia. Lo stesso James morì poco dopo la sua operazione su Xixi, rendendola l'unico successo vivente dell'intera ricerca.
Lin Dong porta Xixi e Li Sen a casa sua, dove rinchiude il giovane nel suo caveau di sicurezza e fa visita allo spiritista, di cui però rinviene il cadavere: è stato assassinato. Xixi scappa per tornare alla casa abbandonata di James, dove recupera sia i suoi vecchi ricordi di suo padre che una chiave del caveau di una banca che James teneva nascosta. Seguendola, Lin Dong si riunisce con Susan, ma prima che possa raggiungere Xixi, viene rapita dalla Donna in Nero e portata sull'aeronave di Andre, dove viene imprigionata nel suo laboratorio. Raggiunti da Li Sen, che era riuscito a liberarsi, si dirigono al caveau della banca, dove la Donna in Nero è stata catturata da Susan mentre cercava di recuperare il contenuto del caveau: una videocamera. Esaminando il contenuto del nastro della telecamera, che descrive in dettaglio la fallita conversione di Andre in un bioroid, Lin e Susan ipotizzano che Andre stia morendo e che abbia bisogno del sangue di Xixi per ottenere l'effetto rigenerativo e sopravvivere.
A bordo del dirigibile di Andre, Andre procede a estrarre il sangue di Xixi e a iniettarlo in se stesso per ripristinare il suo corpo. Lin Dong, Susan e Li Sen si infiltrano nel velivolo e cercano di trarre in salvo Xixi, ma vengono ostacolati da uno schermo di sicurezza impenetrabile. I tre combattono contro gli scagnozzi di Andre, che li costringe a unirsi alla lotta prima che la trasfusione sia completata, il che dà a Xixi il tempo sufficiente per rigenerarsi completamente e venire in aiuto di suo padre. Lin e gli altri lanciano Andre nel nucleo del reattore del dirigibile, che va in sovraccarico e distrugge il laboratorio, ma Li Sen resta coinvolto nell'esplosione. Susan e Xixi riescono a fuggire dal dirigibile gettandosi con il paracadute, ma Lin Dong viene attaccato da Andre prima che possa unirsi a loro. Tuttavia, poiché Andre aveva accidentalmente iniettato a Lin Dong il sangue potenziato di Xixi durante il loro precedente incontro, Lin Dong guadagna abbastanza forza per combatterlo, arrivando a strappargli il cuore dal petto. Senza un paracadute, Lin salta giù dal dirigibile prima che un'esplosione finale distrugga il velivolo, uccidendo Andre, ma Susan e Xixi lo raccolgono in volo usando il baldacchino del loro stesso scivolo.
In seguito, mentre Lin Dong, Xixi e Susan festeggiano, Lin apprende dal suo collega che Li Sen era il figlio del trafficante d'armi che aveva cercato di impossessarsi degli studi di James, e per anni aveva pianificato di vendicarsi di Andre per lo sterminio della sua famiglia. Lin si rende anche conto che Li era stata amica di Nancy/Xixi all'orfanotrofio, e aveva agito per il sincero affetto verso di lei. Il finale ha luogo in Norvegia, dove si scopre che Li Sen è sopravvissuto e ora offre il nastro con la ricerca di James al miglior acquirente.

## Produzione
Nel giugno 2016 fu annunciato che Village Roadshow Pictures Asia e Heyi Pictures avrebbero coprodotto e cofinanziato il film thriller di fantascienza Eroe di acciaio con Jackie Chan. Il film sarebbe stato diretto da Leo Zhang e tratto dalla sua stessa sceneggiatura. Il 27 luglio fu annunciato che il cast avrebbe incluso Tess Haubrich, Callan Mulvey, Nana Ou-Yang, Erica Xia-Hou e Show Lo.
Le riprese del film iniziarono il 20 luglio 2016 a Sydney, in Australia. Le riprese si svolsero anche a Taipei e a Pechino.

## Distribuzione
Eroe di acciaio fu proiettato per la prima volta in Australia da Perfect Village Entertainment il 15 dicembre 2017, prima di essere distribuito in Cina da United Entertainment Partners (UEP) una settimana dopo, il 22 dicembre. Il film fu distribuito nelle Filippine da Viva International Pictures e MVP Entertainment il 21 febbraio 2018. Negli Stati Uniti, il film fu distribuito per la prima volta da UEP con sottotitoli in inglese nel dicembre 2017. In seguito venne ridoppiato in lingua inglese e distribuito dalla Lionsgate Premiere il 6 luglio 2018 sia nei cinema che in video on demand .
Eroe di acciaio, sebbene non faccia ufficialmente parte della serie giapponese Police Story, venne distribuito con il titolo ポリス・ストーリー REBORN (lett. Police Story Reborn) in Giappone, e incluse un'inedita versione remixata della canzone Police Story cantata da Jackie Chan nei titoli di coda.

## Accoglienza
Su Rotten Tomatoes, il film ha un indice di gradimento del 22% basato su nove recensioni, con un voto medio di 3,8/10. Il South China Morning Post  paragonò Eroe di acciaio ai film precedenti con Jackie Chan, affermando che "con questo tocca un nuovo minimo in termini di spazzatura senza senso su cui è disposto a mettere la sua firma". La recensione sottolineò specificamente la mancanza di "azione, umorismo o logica", e ancora: "Ricco di dialoghi in inglese ridicoli e interpretazioni ancora peggiori, il film sembra una pigra e sprezzante estorsione di denaro dall'inizio alla fine". Variety descrisse la pellicola come un "banale pastiche cyberpunk".